# 미야케 시오리
미야케 시오리(일본어: 三宅 史織, 1995년 10월 13일 ~ )는 일본의 여자 축구 선수이다.

## 국가대표팀 경력
2012년 FIFA U-17 여자 월드컵에 출전했다.
그녀는 2013년 9월 22일 나이지리아과의 경기에서 일본 국가대표팀에 데뷔했다. 2018년 AFC 여자 아시안컵 우승, 2018년 아시안 게임 금메달 획득에 기여했다. 2019년, 2023년 FIFA 여자 월드컵에도 출전했다. 2025년 EAFF E-1 풋볼 챔피언십에도 출전했다.

## 통계
| 일본 | 일본 | 일본 |
| 연도 | 출전 | 득점 |
| ---- | ---- | ---- |
| 2013 | 1    | 0    |
| 2014 | 0    | 0    |
| 2015 | 0    | 0    |
| 2016 | 0    | 0    |
| 2017 | 5    | 0    |
| 2018 | 11   | 0    |
| 2019 | 4    | 0    |
| 2020 | 3    | 0    |
| 2021 | 2    | 0    |
| 2022 | 6    | 0    |
| 2023 | 10   | 0    |
| 통산 | 42   | 0    |